# 東谷隆夫
東谷 隆夫（ひがしたに たかお、1941年1月2日 - ）は、日本の弁護士。第一東京弁護士会会長や、日本弁護士連合会副会長、法務省公安審査委員会委員長代理等を歴任。旭日中綬章受章。

## 人物・経歴
1966年日本大学法学部卒業。1969年旧司法試験合格。1972年司法修習24期修了、弁護士登録。2004年第一東京弁護士会会長、日本弁護士連合会副会長。2005年日本弁護士政治連盟副理事長。2006年法務省公安審査委員会委員長代理。2012年に旭日中綬章を受章した。